# Talking Pets
Talking Pets ist eine 2009 gegründete Indie-Rock-Band aus München.

## Geschichte
Die Band ging aus der Vorgängerband The Golden Years hervor. Talking Pets machte sich zunächst in der Münchner Musikszene einen Namen und wurde von der Süddeutschen Zeitung als „neue Münchner Pophoffnung“ bezeichnet.
Das Debütalbum wurde am 4. September 2009 veröffentlicht. Es folgten Fernsehauftritte beim BR-Jugendkanal PULS und regelmäßige Präsenz in Radio- und Printmedien. Zudem traten Talking Pets damals mit Airship, The Pigeon Detectives, Kakkmaddafakka, Dum Dum Girls und Beat! Beat! Beat! auf und wurden Ende 2010 von der schottischen Band Frightened Rabbit auf Deutschland-Tour eingeladen.
Am 24. Februar 2012 wurde das zweite Album mit dem Titel Cities veröffentlicht. Talking Pets wurden vom BR-Magazin Startrampe zusammen mit Captain Capa und Manual Kant in der 10. Staffel präsentiert. Noch im Dezember 2012 erschien die EP Asteroids.
Im Mai 2013 wurden Talking Pets von Sportfreunde Stiller auf deren ausverkaufte Tour durch Deutschland, Österreich und die Schweiz eingeladen. Es folgten Konzerte in ganz Deutschland. Ein weiterer Höhepunkt war im Oktober 2013 der Auftritt als Support der britischen Indie-Rock-Band Editors beim sogenannten Westend Festival 2013. Das Konzert fand auf Einladung des Musikmagazins Visions im ausverkauften Dortmunder Freizeitzentrum West (FZW) vor über 1.200 Besuchern statt. Der Abend wurde von der WDR-Sendung Rockpalast begleitet. Der Konzertmitschnitt erschien als DVD-Heftbeilage bei Visions.

## Sonstiges
Frontmann Franko van Lankeren ist der Sohn des niederländischen Jazz-Gitarristen Frans van Lankeren (Atlantic Quintet). Sein Bruder ist der Münchener Musiker und Komponist Ron van Lankeren, der 1995 Frontmann der Late Night Band (Gottschalk Late Night) war und 1998 zusammen mit Laura Schneider und dem gemeinsamen Chart-Erfolg Immer wieder bekannter wurde. Franko van Lankeren, der bereits bei der Vorgängerband The Golden Years als Frontmann auf der Bühne stand, ist seit 2014 auch mit dem Singer-Songwriter-Projekt The King of Cons aktiv. Zudem schreibt er für die SZ Jugendseite.

## Diskografie
Alben:
- 2009: Talking Pets (Soundpark.tv)
- 2012: Cities (Rough Trade / Redwinetunes / Pias)

EPs und Singles:
- 2013: Asteroids (7″; Soundpark.tv)

Kompilationsbeiträge:
- 2013: Asteroids auf Westend Festival 2013 (DVD; Visions)